# Listă de filme în genul mister din anii 1950
Aceasta este o listă de filme în genul mister din anii 1950
- D.O.A. (1950)
- Mystery Street (1950)
- The Strip Tease Murder Case (1950)
- Strangers on a Train (1951)
- The Blue Gardenia (1953)
- A Blueprint for Murder (1953)
- The Glass Web (1953)
- I, the Jury (1953)
- Bad Day at Black Rock (1954)
- The Long Wait (1954)
- Rear Window (1954)
- World for Ransom (1954)
- Kiss Me Deadly (1955)
- The Man Who Knew Too Much (1956)
- Julie (1956)
- My Gun Is Quick (1957)
- 12 Angry Men (1957)
- Witness for the Prosecution (1957)
- Vertigo (1958)